# Waupaca County
Waupaca County är ett administrativt område i delstaten Wisconsin, USA, med 52 410 invånare (2010). Den administrativa huvudorten (county seat) är Waupaca.

## Geografi
Enligt United States Census Bureau har countyt en total area på 1 982 km². 1 937 km² av den arean är land och 45 km² är vatten.

### Angränsande countyn
- Shawano County - nord
- Outagamie County - öst
- Winnebago County - sydost
- Waushara County - sydväst
- Portage County - väst
- Marathon County - nordväst

### Orter
- Clintonville
- New London (delvis i Outagamie County)

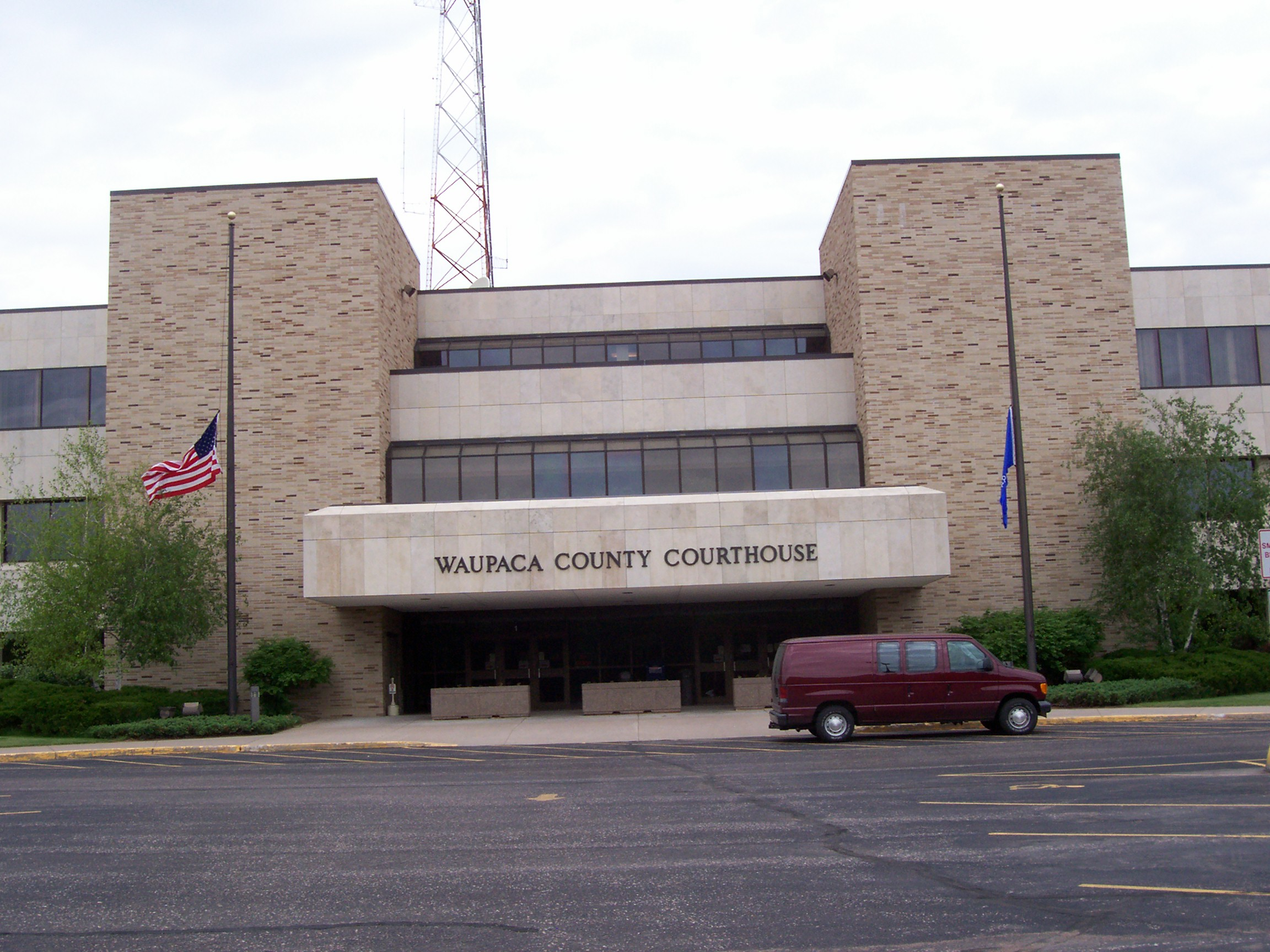
Waupaca County Courthouse i Waupaca.

- Waupaca (huvudort)